# María Vento-Kabchi
María Alejandra Vento-Kabchi (* 24. Mai 1974 in Caracas) ist eine ehemalige venezolanische Tennisspielerin.

## Karriere
Vento-Kabchi begann im Alter von sechs Jahren mit dem Tennissport, mit 19 wurde sie Profi.
Auf der WTA Tour errang sie insgesamt vier Turniersiege im Doppel. Dazu kamen zwei Einzel- und sieben Doppeltitel auf ITF-Turnieren. Darüber hinaus gewann sie 1999 bei den Panamerikanischen Spielen die Goldmedaille im Einzel.
Bei den Olympischen Spielen 2000 in Sydney trat sie für Venezuela an und belegte mit ihrer Doppelpartnerin Milagros Sequera den fünften Platz. 2006 beendete sie ihre Karriere auf der Profitour.

## Turniersiege

### Doppel
| Nr. | Datum              | Turnier  | Kategorie    | Belag     | Partnerin              | Finalgegnerinnen                   | Ergebnis      |
| --- | ------------------ | -------- | ------------ | --------- | ---------------------- | ---------------------------------- | ------------- |
| 1.  | 22. Februar 2002   | Dubai    | WTA Tier II  | Hartplatz | Barbara Rittner        | Sandrine Testud Roberta Vinci      | 6:3, 6:2      |
| 2.  | 15. September 2002 | Waikoloa | WTA Tier IV  | Hartplatz | Meilen Tu              | Nannie de Villiers Irina Seljutina | 1:6, 6:2, 6:3 |
| 3.  | 13. September 2003 | Bali     | WTA Tier III | Hartplatz | Angelique Widjaja      | Émilie Loit Nicole Pratt           | 7:5, 6:2      |
| 4.  | 24. September 2005 | Peking   | WTA Tier II  | Hartplatz | Nuria Llagostera Vives | Yan Zi Zheng Jie                   | 6:2, 6:4      |

## Abschneiden bei Grand-Slam-Turnieren

### Einzel
| Turnier         | 1992 | 1994 | 1995 | 1996 | 1997 | 1998 | 1999 | 2000 | 2001 | 2002 | 2003 | 2004 | 2005 | 2006 | Karriere |
| --------------- | ---- | ---- | ---- | ---- | ---- | ---- | ---- | ---- | ---- | ---- | ---- | ---- | ---- | ---- | -------- |
| Australian Open | —    | —    | —    | 1    | —    | 1    | 1    | 1    | 2    | —    | —    | 1    | 1    | 1    | 2        |
| French Open     | —    | —    | —    | —    | —    | 1    | 1    | 1    | 1    | —    | —    | 2    | 1    | 1    | 2        |
| Wimbledon       | —    | —    | 1    | —    | AF   | 3    | 2    | 1    | 1    | 1    | —    | 2    | 2    | —    | AF       |
| US Open         | 1    | —    | 1    | —    | 2    | 2    | 1    | 2    | —    | —    | 2    | 1    | AF   | —    | AF       |

### Doppel
| Turnier         | 2001 | 2002 | 2003 | 2004 | 2005 | 2006 | Karriere |
| --------------- | ---- | ---- | ---- | ---- | ---- | ---- | -------- |
| Australian Open | 1    | —    | AF   | VF   | 2    | 1    | VF       |
| French Open     | 1    | 2    | 2    | 1    | 2    | 2    | 2        |
| Wimbledon       | AF   | 1    | VF   | VF   | 1    | 1    | VF       |
| US Open         | —    | 1    | VF   | 1    | 1    | 1    | VF       |